# Église Saint-Michel de Vernon
Pour les articles homonymes, voir Église Saint-Michel.
L'église Saint-Michel de Vernon est une église sur la commune de Vernon, dans le département de l'Ardèche. C'est aujourd'hui l'un des clochers de la paroisse Sainte-Thérèse des Cévennes.

## Historique

### Au Moyen Âge et sous l'Ancien Régime
Elle fut bâtie en 1675 dans un petit espace à l'emplacement d'une chapelle jouxtant le château médiéval. La chapelle précédente remonte au Xe siècle à l'époque où elle faisait office de frontière entre la Lotharingie et la Francie occidentale depuis le traité de Strasbourg de 843.
L'association entre l'église et château à proximité est typique du Vivarais (ancien nom de l'Ardèche au Moyen Âge et sous l'Ancien Régime) cela tient de la volonté des seigneurs locaux de s'attirer les bénéfices et les bonnes grâces des ecclésiastiques.

### Au XIXe siècle
L'autel de l'église où le prêtre officie le dimanche à la messe est ajouté en 1829 à l'époque du roi de France Charles X. Cette époque fut la fin de la monarchie constitutionnelle dite de la Restauration bourbonienne (1814-1830). Elle correspond à une volonté de la part des autorités tant civiles que religieuses d'effacer les destructions de la Révolution française.
Cette région est au cours des cinq derniers siècles peu peuplée de catholiques mais essentiellement de protestants dont la plus grande partie habitait cette région faisant alors partie de la généralité du Languedoc. Ce milieu se caractérise par une forte piété populaire.

## Architecture
Son architecture est essentiellement romane bien qu'il s'agisse d'une reconstitution du XVIIe siècle. Elle garde toutefois une allure militaire, ce qui témoigne de l'origine chatelaine du bâtiment. L'Ardèche est particulièrement riche de constructions d'églises aux allures martiales souvent d'anciennes chapelles chatelaines. Cela a pour effet que Vernon fut aussi un important bourg dont l'étymologie de la qualité citadine du village implique l'existence d'un château.
L'église accueille au-dessus du portail une statue de la Vierge enceinte.

## Note et référence
1. ↑  Collectif, Vernon, petit village pittoresque de l'Ardèche cévenole, Vernon(Ardèche), Association mémoire et culture, 2009
2. ↑  Michel Riou, Ardèche, terre de châteaux, La Fontaine de Siloë, 2002, 295 p. (ISBN 978-2-84206-214-9, lire en ligne)